# Castle Rock (Washington)
Castle Rock è una città degli Stati Uniti d'America, situata nello Stato di Washington e in particolare nella Contea di Cowlitz.